# Regina vedova
Una Regina vedova, che talvolta ricopre anche il ruolo di Regina madre, è il titolo detenuto da una regina moglie di un re deceduto. Nel caso il consorte fosse un imperatore allora le viene assegnato il titolo di Imperatrice vedova. Il titolo non si applica qualora la regina regni per proprio diritto personale, come è stato per Elisabetta II d'Inghilterra, poiché in quel caso le si dà il titolo di Regina regnante. Attualmente fra le regine vedove si annovera Noor di Giordania.

## Regina madre e Regina vedova
Una Regina madre è un particolare tipo di regina vedova che è anche simultaneamente la madre di un sovrano regnante e che prima ancora era stata la moglie del re defunto. Ne consegue quindi che ogni regina madre è anche regina vedova, ma non è sempre vero il contrario poiché una regina vedova può semplicemente essere la nonna o la zia del re che sale al trono od esservi legata da altri gradi di parentela. Maria Stuarda fu regina vedova perché perse il marito Francesco II di Francia, ma fu suo cognato a succedergli come Carlo IX di Francia poiché il matrimonio fra lei e Francesco non aveva dato figli. Similmente Adelaide di Sassonia-Meiningen, vedova di Guglielmo IV d'Inghilterra vide salire al trono la nipote Vittoria del Regno Unito.
Non è peraltro detto che la madre di un sovrano sia stata a sua volta regina, Vittoria di Sassonia-Coburgo-Saalfeld, madre di Vittoria, non fu mai regina giacché suo marito Edoardo Augusto di Hannover non fu mai re, allo stesso modo Augusta di Sassonia-Gotha-Altenburg, fu la madre di Giorgio III del Regno Unito, ma mai regina vedova perché suo marito Federico di Hannover non prese mai la corona. Ella fu insignita del titolo di Principessa vedova del Galles titolo che aveva già detenuto Margaret Beaufort, la madre di Enrico VII d'Inghilterra.
È anche possibile che coesistano due o più regine vedove, come accadde nel 1952 quando salì al trono Elisabetta II del Regno Unito poiché vi erano:
- Elisabetta II del Regno Unito quale regina regnante
- Elizabeth Bowes-Lyon, madre di Elisabetta e quindi regina madre e vedova di Giorgio VI del Regno Unito e quindi anche regina vedova
- Mary di Teck, vedova di Giorgio V d'Inghilterra e madre del defunto Giorgio VI.

Questa situazione durò fino al 1953 anno della morte di Mary.
Una regina vedova continua a detenere il titolo e la precedenza dovuta a una regina consorte, anche se molte di esse non usano il titolo di regina vedova.

## Regine vedove dell'arcipelago britannico
- Edith del Wessex, vedova di Edoardo il Confessore e sorella di Aroldo II d'Inghilterra
- Adeliza di Lovanio, vedova di Enrico I d'Inghilterra si risposò con William d'Aubigny, I conte di Arundel nel 1139
- Eleonora d'Aquitania, vedova di Enrico II d'Inghilterra e regina madre di Riccardo I d'Inghilterra e Giovanni d'Inghilterra
- Berengaria di Navarra, vedova di Riccardo I d'Inghilterra
- Isabella d'Angoulême, vedova di Giovanni d'Inghilterra e regina madre di Enrico III d'Inghilterra, si risposò con Ugo X di Lusignano nel 1220
- Eleonora di Provenza, vedova di Enrico III d'Inghilterra e regina madre di Edoardo I d'Inghilterra
- Marguerite di Francia, vedova di Edoardo I d'Inghilterra e matrigna di Edoardo II d'Inghilterra
- Isabella di Francia, vedova di Edoardo II d'Inghilterra e regina madre di Edoardo III d'Inghilterra
- Isabelle de Valois, rassegnò il titolo alla deposizione del marito e si risposò con Carlo di Valois-Orléans nel 1406
- Joana di Navarra, vedova di Enrico IV d'Inghilterra e matrigna di Enrico V d'Inghilterra
- Caterina di Valois, vedova di Enrico V d'Inghilterra e regina madre di Enrico VI d'Inghilterra, dopo essere rimasta vedova intrattenne una lunga relazione con Owen Tudor
- Margherita d'Angiò, vedova di Enrico VI d'Inghilterra
- Elisabetta Woodville, vedova di Edoardo IV d'Inghilterra
- Caterina Parr, vedova di Enrico VIII d'Inghilterra e matrigna di Edoardo VI d'Inghilterra, Maria I d'Inghilterra ed Elisabetta I d'Inghilterra
- Enrichetta Maria di Borbone-Francia, vedova di Carlo I d'Inghilterra e regina madre di Carlo II d'Inghilterra
- Caterina di Braganza vedova di Carlo II d'Inghilterra
- Maria Beatrice d'Este, moglie di Giacomo II d'Inghilterra rassegnò il titolo alla deposizione del marito nel 1689
- Adelaide di Sassonia-Meiningen, vedova di Guglielmo IV del Regno Unito
- Alessandra di Danimarca, vedova di Edoardo VII del Regno Unito e regina madre di Giorgio V del Regno Unito
- Mary di Teck vedova di Giorgio V del Regno Unito e regina madre di Giorgio VI del Regno Unito
- Elizabeth Bowes-Lyon vedova di Giorgio VI del Regno Unito e madre di Elisabetta II del Regno Unito

## Regine vedove di altri paesi
In altri paesi il titolo di regina vedova è piuttosto inusuale, però si annoverano queste regine:

### Italia
- Margherita di Savoia, vedova di Umberto I e Madre di Vittorio Emanuele III

### Baviera
- Maria Anna von Bayern, vedova di Federico Augusto II di Sassonia e cognata di Giovanni di Sassonia

### Belgio
- Elisabetta in Baviera vedova di Alberto I del Belgio e regina madre di Leopoldo III del Belgio
- Fabiola de Mora y Aragón, vedova di Baldovino I del Belgio

### Brasile
- Amelia Augusta di Leuchtenberg, moglie di Pietro I del Brasile e madre di Pietro II del Brasile

### Danimarca
- Sofia Maddalena di Brandeburgo-Kulmbach, vedova di Cristiano VI di Danimarca e madre di Federico V di Danimarca
- Giuliana Maria di Brunswick-Lüneburg, seconda moglie di Federico V di Danimarca
- Ingrid di Svezia, vedova di Federico IX di Danimarca e madre di Margherita II di Danimarca

### Francia
- Maria Stuarda, vedova di Francesco II di Francia
- Anna d'Asburgo, vedova di Luigi XIII di Francia e madre di Luigi XIV di Francia

### Hawaii
- Kaʻahumanu, vedova di Kamehameha I delle Hawaii

### Ungheria
- Gisella di Baviera, vedova di Stefano I d'Ungheria e madre di Imre d'Ungheria
- Elisabetta di Polonia, vedova di Carlo I d'Ungheria e madre di Luigi I d'Ungheria
- Elisabetta di Bosnia, vedova di Luigi I d'Ungheria e madre di Maria d'Ungheria
- Elisabetta di Lussemburgo, vedova di Alberto II d'Asburgo
- Beatrice d'Aragona, vedova di Mattia Corvino
- Isabella Jagiełło, vedova di Giovanni I d'Ungheria e madre di Giovanni II d'Ungheria

### Giordania
- Noor di Giordania, vedova di Husayn di Giordania e matrigna di Abd Allah II di Giordania

### Corea
- Heonae (964-1029), vedova di Gyeongjong di Goryeo (955-981)
- Jeongsun (10 novembre 1745-12 gennaio 1805), vedova di Yeongjo di Joseon

### Malesia
- Tengku Budriah, vedova di Putra di Perlis
- Tengku Zainab (1917-1993), vedova di Yahya Petra di Kelantan

### Portogallo
- Beatrice di Castiglia e Guzmán, vedova di Alfonso III del Portogallo e madre di Dionigi del Portogallo
- Eleonora Telles de Menezes, vedova di Ferdinando I d'Aragona
- Leonor di Trastàmara, vedova di Edoardo del Portogallo e madre di Alfonso V del Portogallo
- Eleonora di Viseu, vedova di Giovanni II del Portogallo
- Eleonora d'Asburgo, vedova di Manuele I del Portogallo e nonna di Sebastiano I del Portogallo
- Luisa di Guzmán, vedova di Giovanni IV del Portogallo e madre di Alfonso VI del Portogallo e Pietro II del Portogallo
- Maria Anna d'Austria, vedova di Giovanni V del Portogallo e madre di Giuseppe I del Portogallo
- Marianna Vittoria di Borbone-Spagna, vedova di Giuseppe I del Portogallo e madre di Maria I del Portogallo
- Carlotta Gioacchina di Borbone-Spagna, vedova di Giovanni VI del Portogallo e madre di Pietro IV del Portogallo e Manuele I del Portogallo
- Maria Pia di Savoia, vedova di Luigi I del Portogallo e madre di Carlo I del Portogallo
- Amelia d'Orléans, vedova di Carlo I del Portogallo e madre di Manuele II del Portogallo

### Spagna
- Maria Anna del Palatinato-Neuburg, seconda moglie e vedova di Carlo II di Spagna
- Luisa Elisabetta di Borbone-Orléans, vedova di Luigi I di Spagna

### Castiglia
- Mafalda del Portogallo, vedova di Enrico I di Castiglia
- Costanza del Portogallo, vedova di Ferdinando IV di Castiglia
- Maria del Portogallo, regina di Castiglia, vedova di Alfonso XI di Castiglia
- Isabella d'Aviz, vedova di Giovanni II di Castiglia e madre di Isabella di Castiglia
- Joana del Portogallo, vedova di Enrico IV di Castiglia

### Leon
- Urraca del Portogallo, vedova di Ferdinando II di León e madre di Alfonso IX di León
- Teresa del Portogallo, vedova di Alfonso IX di León

### Svezia
Il titolo in svedese è Riksänkedrottning che significa Regina vedova del regno è stato in uso dal XVI fino al XX secolo
- Caterina Stenbock, vedova di Gustavo I di Svezia
- Karin Månsdotter, vedova di Eric XIV di Svezia
- Gunilla Bielke, vedova di Giovanni III di Svezia
- Cristina di Holstein-Gottorp, vedova di Carlo IX di Svezia
- Maria Eleonora del Brandeburgo, vedova di Gustavo II Adolfo di Svezia
- Edvige Eleonora di Holstein-Gottorp, vedova di Carlo X Gustavo di Svezia
- Luisa Ulrica di Prussia, vedova di Adolfo Federico di Svezia
- Sofia Maddalena di Danimarca, vedova di Gustavo III di Svezia
- Carlotta di Holstein-Oldenburg, vedova di Carlo XIII di Svezia
- Désirée Clary, vedova di Carlo XIV di Svezia
- Giuseppina di Leuchtenberg, vedova di Oscar I di Svezia
- Sofia di Nassau, vedova di Oscar II di Svezia

### Württemberg
- Carlotta di Hannover, seconda moglie e vedova di Federico I di Württemberg